# Ted Strickland
Tiến sĩ Ted Strickland (sinh ngày 4 tháng 8 năm 1941) là chính khách Dân chủ Hoa Kỳ và Thống đốc thứ 68 của tiểu bang Ohio. Trước đó, ông là dân biểu đại diện cho quận hạt Quốc hội 6 của Ohio.

## Ban đầu
Strickland sinh tại Lucasville, Ohio trong gia đình có chín con; cha ông là công nhân ngành thép. Là con đầu tiên trong gia đình được vào đại học, Strickland nhận bằng Tú tài Văn chương năm 1963 tại Đại học Asbury ở Wilmore, Kentucky. Năm 1966, ông nhận bằng Cử nhân Văn chương tại Đại học Kentucky ở Lexington, Kentucky. Strickland nhận bằng cử nhân lần nữa năm 1967 tại Dòng Thần học Asbury ở Wilmore. Sau đó ông nhận học vị tiến sĩ về tâm lý học năm 1980 tại Đại học Kentucky. Vợ của ông là Frances Strickland, nhà tâm lý học giáo dục và người phát triển một cách kiểm tra trẻ em tuổi mẫu giáo được sử dụng rộng rãi.
Strickland làm việc tâm lý học lâm sàng tại nhà tù kiên cố tại Lucasville, làm quản lý viên ở một trại mồ côi Giám Lý, và làm giáo sư tâm lý học tại Đại học Tiểu bang Shawnee ở Portsmouth, Ohio. Ông cũng làm mục sư tại nhà thờ Giám Lý Hiệp nhất (United Methodist).

## Chính trị

### Dân biểu
Strickland ứng cử dân biểu trong quận hạt Quốc hội 6 của Ohio năm 1976, 1978, và 1980, thua dân biểu đương nhiệm lâu đời William H. Harsha hai lần, và sau đó cũng thua người kế nhiệm và người quản lý vận động của Harsha, Bob McEwen.
Strickland ứng cử lần nữa trong quận hạt 6 năm 1992, chống McEwen lần nưa. Quận hạt 6 đã được hợp nhất với quận hạt 10 cũ khi Ohio mất hai ghế trong Quốc hội do Điều tra dân số năm 1990, và quận hạt này bây giờ trải qua miền rất lớn từ Lebanon ở Quận Warren đến Marietta ở Quận Washington ở hai bên tiểu bang. Quận hạt này tỏ ra là một nơi khó ứng cử, tại vì nó có hàng chục thị trường báo chí riêng và thiếu thành phố lớn hay nhân tố để thống nhất vùng này.
Patrick J. Buchanan, Dan Quayle, và Oliver North tới Ohio để vận động cho ứng cử viên Cộng hòa, nhưng Strickland thắng McEwen với đa số nhỏ trong tổng tuyển cử ngày 3 tháng 11 năm 1992. Strickland giành được 122.720 phiếu đối với 119.252 phiếu của McEwen, một đa số chỉ hơn McEwen 3.468 phiếu. Strickland nói, "Tôi đã ứng cử chống Pat Robertson, Pat Buchanan, Hiệp hội Súng trường Quốc gia và Right-to-Life. Họ ném tất cả mọi thứ vào tôi. Tôi chỉ mừng là tôi đã đẩy lùi được họ. Tôi thấy họ chia rẽ quá." Strickland bắt đầu phục vụ năm 1993 trong Quốc hội thứ 103.
Năm 1994, "làn sóng" Cộng hòa áp đảo Strickland, ứng cử viên Frank Cremeans thắng ông bằng một đa số nhỏ. Tuy nhiên, năm 1996, Strickland giành lại ghế ông, lần nữa với đa số nhỏ, nhậm chức năm 1997 (trong Quốc hội thứ 105). Ông được bầu lại những năm 1998, 2000, 2002, và 2004.

### Thống đốc

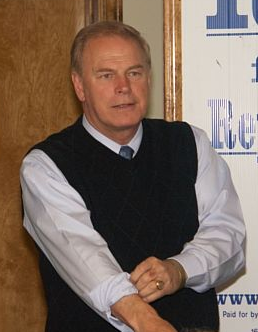
Ted Strickland

Strickland ứng cử Thống đốc Ohio thành công năm 2006, lúc đó Thống đốc Robert A. Taft II không được ứng cử lần thứ 3 do luật tiểu bang. Strickland chọn ứng cử viên Phó thống đốc là Lee Fisher, cựu Bộ trưởng Tư pháp Ohio và ứng cử viên thống đốc Dân chủ năm 1998. Strickland thắng bầu cử sơ bộ dễ dàng ngày 2 tháng 5 năm 2006 với đa số 80% phiếu. Trong tổng tuyển cử ngày 7 tháng 11 năm 2006, Strickland thắng ba ứng cử viên chính – Thư ký tiểu bang Cộng hòa Ken Blackwell, nhà kinh tế học Tự do Bill Peirce, và nhà chính trị học Xanh Bob Fitrakis. Vào ngày 8 tháng 11, Strickland có 60% phiếu đối với 37% của Blackwell, tính vào kết quả của 99% khu vực bầu cử, và Blackwell đã chịu thua bầu cử này. Strickland và Fisher nhậm chức ngày 8 tháng 1 năm 2007.
Strickland bị chỉ trích vì một vận động bầu cử "mập mờ", vì ông không giải thích rõ ràng làm sao ông sẽ thay đổi tiểu bang trong chức thống đốc. Tuy nhiên, ông công khai hơn sau khi nhậm chức. Giáu dục là một trong những chuyện chính của nhiệm kỳ ông, với mục đích để cho thêm dân Ohio có đủ tiền đi trường đại học, tốt nghiệp tại những trường trong tiểu bang, và như vậy ở lại tiểu bang sau khi tốt nghiệp, để thu hút những công việc cấp cao.
Thất bại lớn nhất của nhiệm kỳ ông có lẽ là vụ mất của một băng dự phòng (backup tape) chứa các tên và số An ninh Xã hội (Social Security number) của 64.000 nhân viên chính phủ tiểu bang và gia đình của họ, và 225.000 người đóng thuế khác. Nó được giữ bởi một sinh viên thực tập nội trú 22 tuổi và bị ăn cắp từ xe không khóa; tuy nhiên, chính phủ nhất định nói rằng dữ liệu chưa được truy cập vì cần ý kiến chuyên môn để sử dụng băng này.
Bất chấp những thất bại tương tự, ông thành công trong việc tới thỏa thuận với cơ quan lập pháp về ngân sách tiểu bang, và dân tiểu bang mong muốn thay đổi sau những năm thời Taft, dẫn đến những tỷ lệ tán thành cao nhất và tỷ lệ phản đối thấp nhất trong lịch sử chức vụ Thống đốc Ohio: vào tháng 7 năm 2007, 61% người dân tiểu bang tán thành, trong khi 15% phản đối; ngoài ra, 54% tán thành và 19% phản đối tình hình công việc ông, đối với những người thuộc đảng Cộng hòa. Ngược lại, cựu Thống đốc Bob Taft chỉ được 12% ủng hộ và 83% phản đối gần cuối nhiệm kỳ ông.
Ông thua ứng cử viên Cộng hòa John Kasich trong bầu cử thống đốc năm 2010.